# Мегабит
Мегабит се користи као јединица мере података у рачунарству и износи било 1000 или 1024 килобита, што зависно од интерпретације може да буде:
- 1.000.000 бита (106, милион) - по СИ систему
- 1.048.576 бита (220 = 1024×1024) - по „бинарним“ умношцима (мебибит)